# أليخاندرو غوميز (لاعب كرة مضرب)
أليخاندرو غوميز (بالإسبانية: Alejandro Gómez)‏ هو لاعب كرة مضرب كولومبي، ولد في 14 أغسطس 1991 في مدينة كالي في كولومبيا.

## وصلات خارجية
- أليخاندرو غوميز على موقع رابطة محترفي التنس (الإنجليزية)
- أليخاندرو غوميز على موقع الاتحاد الدولي لكرة المضرب (الإنجليزية)
- أليخاندرو غوميز على موقع خلاصة التنس.كوم (الإنجليزية)